# Max Bewer

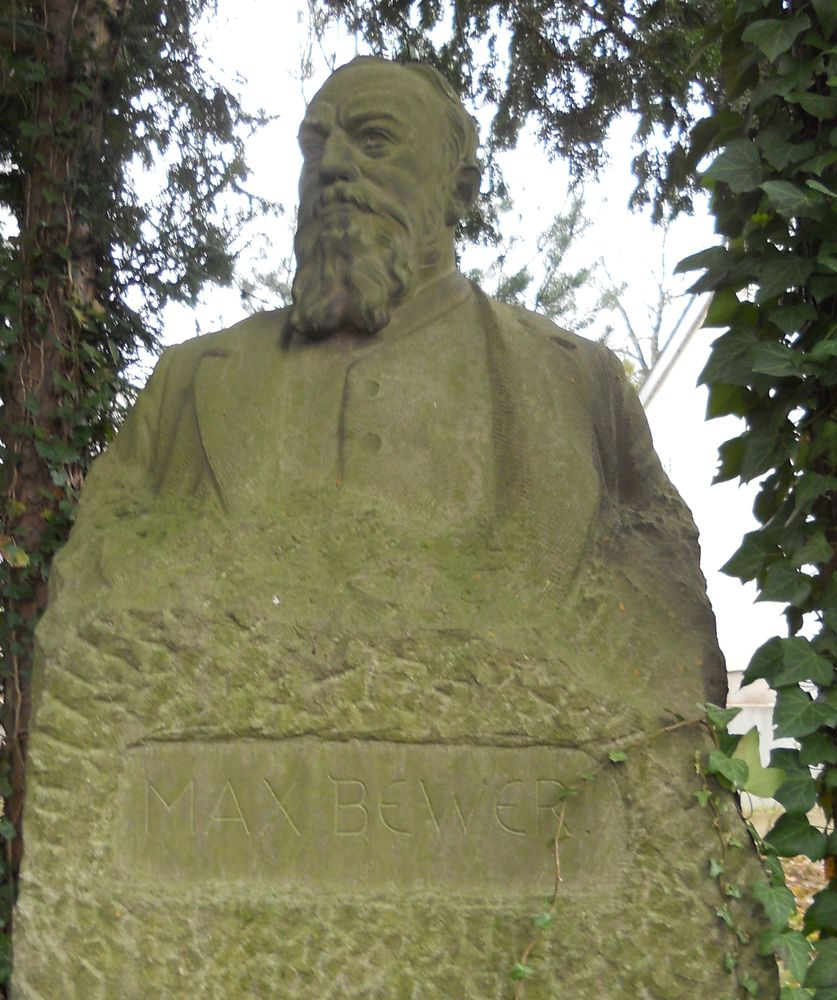
Monumento nel campo delle urne di Tolkewitz

Max Bewer (Düsseldorf, 19 gennaio 1861 – Meißen, 13 ottobre 1921) è stato uno scrittore e poeta tedesco.

## Vita
Figlio del pittore Clemens Bewer e di Bertha Glaserfeld, nonché fratello del giudice del Reich Rudolf Bewer, nacque come membro di una stimata famiglia artistica renana a Düsseldorf. Dopo un'interruzione anticipata degli studi, tentò la carriera di critico teatrale ad Amburgo. I suoi tentativi letterari, come il dramma "Danton" (1883), passarono inosservati al pubblico. Dopo aver conseguito il diploma di maturità, lavorò come corrispondente estero per diversi giornali a Copenaghen. Nel 1890 si stabilì come scrittore freelance a Laubegast, vicino a Dresda, e si unì al movimento völkisch-antisemitico.

## Poesie e scritti politici

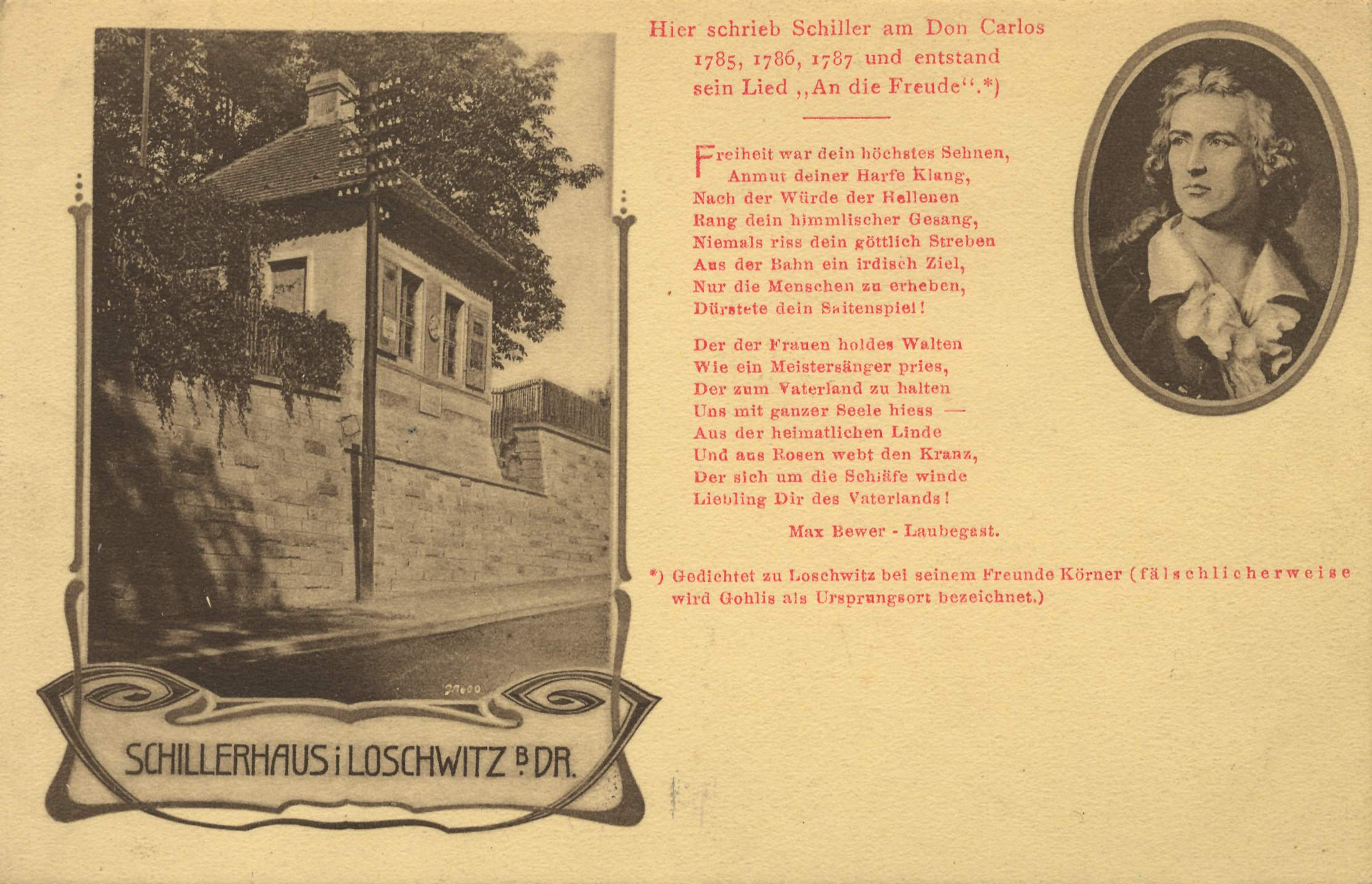
Cartolina con la casetta di Schiller e una poesia di Max Bewer

Le numerose poesie e scritti di Bewer sono variazioni di tre temi ricorrenti: la venerazione dei classici tedeschi, la glorificazione del "fondatore dell'Impero" Otto von Bismarck e un fanatismo antisemita. Tuttavia, godette di un'ampia e benevola lettura, fino alla casa reale sassone. Ampie parti del pubblico percepirono Bewer come poeta della patria nell'ambito del movimento artistico nazionale. Raggiunse successi di pubblico e riconoscimenti con inni cittadini, poesia paesaggistica e popolare (Canti dalla Norvegia, Canti dalla più piccola capanna) e con un’ode patriottica agli eroi (Il cielo tedesco). Nel 1906, tre persone lo nominarono per il Premio Nobel per la letteratura.
Contemporaneamente, Bewer agì come scrittore politico nell’ambito del movimento völkisch. Tra il 1890 e il 1914, pubblicò numerosi saggi, opuscoli, immagini e libri che trattavano la "questione ebraica" in un senso antisemita. Partecipò in modo significativo alla serie di caricature "Immagini Politiche" (1892–1901, 33 numeri). Fornì i testi di accompagnamento, nei quali si incitava in parte senza mezzi termini a un pogrom contro gli ebrei. Queste e altre opere di Bewer apparvero a partire dal 1890 presso la casa editrice di Dresda F. W. Glöß, in seguito anche presso la propria casa editrice di Bewer, il Goethe-Verlag. Tramite il editore Glöß, Bewer entrò in contatto con rappresentanti di spicco del movimento völkisch come Julius Langbehn e Hermann Ahlwardt. Si considerava un allievo del filosofo culturale Langbehn e scrisse nel 1892 un'opera di difesa anonima per il suo libro "Rembrandt come educatore" (1890).

## Venerazione di Bismarck e antisemitismo
Negli anni '90, Bewer suscitò grande scalpore con i suoi scritti su Bismarck, in cui attaccava con asprezza populista il Kaiser Guglielmo II, la politica del "Nuovo Corso" sotto il successore di Bismarck, Leo von Caprivi, e i "nemici interni" dell'Impero. Il tono era sempre simile: non era mai stata la politica tedesca così debole e incerta, sia internamente che esternamente. La caduta di Bismarck era vista come il risultato di un complotto ebraico-gesuitico, la politica di Caprivi era "giudaico-liberale" e favoriva i "nemici interni ed esterni dell'Impero", mentre l'imperatore era descritto come prigioniero di un egotismo bizantino e inadeguato, alienato dal popolo. In contrapposizione, Bewer celebrava Bismarck come "tribuno del popolo" e figura di riferimento dell'"opposizione nazionale" contro la corte, il governo e i "nemici interni" dell'Impero, tutti sotto l'influenza ebraica.
Bewer era uno dei relatori più richiesti per discorsi celebrativi a eventi dedicati a Bismarck e inaugurazioni di monumenti a lui dedicati. Nel 1891, Bismarck concesse un'udienza al suo ammiratore incondizionato. Tuttavia, dopo quell'incontro, si mantenne una certa distanza dal "carattere ordinario" e dal "provincialismo maldestro, sebbene benintenzionato" (Herbert von Bismarck). Bewer può essere considerato il più popolare sostenitore di un'immagine etnica di Bismarck, che non esitava a strumentalizzare il "fondatore dell'Impero" come testimone del antisemitismo, ad esempio nell'immagine numero 10.

## Leggenda del delitto rituale
L'opera "Pensieri" (1892), redatta nello stile di Langbehn, tratta tra l'altro della leggenda dell'accusa del sangue, messa in pubblico a causa dell'accusa di omicidio rituale di Xanten. Bewer sostenne la tesi che gli ebrei ucciderebbero bambini cristiani per utilizzare il loro sangue come una sorta di terapia isopatica per purificare la loro razza (così anche nell'immagine numero 13).

## "Il Cristo tedesco"
Anche nella sua opera "Il Cristo tedesco" (1907), Bewer mescolò ostentatamente antisemitismo religioso e razzista, dichiarando Gesù Cristo un ariano del Basso Reno e antisemita. L'ideologia sottostante mirava a una sintesi tra germanesimo e cristianesimo come superamento della divisione confessionale, basata sul "giudeo" come nemico comune di tutti i tedeschi e di tutti i cristiani. Le scritture di Paul de Lagarde e Houston Stewart Chamberlain potrebbero aver influenzato queste speculazioni etnico-religiose. È notevole in questo contesto che Bewer fosse uno dei pochi cattolici a operare nel movimento etnico e a perseguire unione tra antisemitismo cattolico ed etnico. Tuttavia, Bewer non ottenne una significativa risonanza nell'ambiente cattolico.

## Autore della scena etnica e declino
Oltre a opere autonome, Max Bewer pubblicò numerosi contributi nella "Correspondenza Antisemita" (in seguito "Foglie Sociali Tedesche") e nella rivista "Hammer", di Theodor Fritsch. Così, era uno degli autori più prolifici della scena etnico-antisemitica. Per la sua abbondante produzione, ricevette non solo applausi nel movimento etnico. Fu denunciato (in modo errato) come "mezzo ebreo" e deriso per il suo stile sdolcinato. Durante la Prima Guerra Mondiale, Bewer scrisse innumerevoli poesie patriottiche e celebrò l'imperatore tedesco, criticato solo pochi anni prima, in grottesco contrasto con il vero stato d’animo al fronte e in patria. Nel milieu etnico della Repubblica di Weimar, Bewer non riuscì a trovare più una sua collocazione.
Dopo la sua morte nel 1921 all'età di 60 anni, nel 1923 fu eretto un monumento in suo onore nel boschetto del crematorio di Tolkewitz a Dresda. Esso è ancora in piedi oggi.

## Premi e onorificenze
1889: Premio Goethe del Frankfurter Zeitung

## Opere
- Danton, Dramma, 1883
- Bismarck invecchia!, Grunow, Lipsia 1889
- Bismarck, Moltke e Goethe. Un rendiconto critico con il Dr. Georg Brandes, Bagel, Düsseldorf 1890
- Un premio Goethe, Glöß, Dresda 1890
- Pensieri su Bismarck. Aforismi politici, Glöß, Dresda 1890
- Presso Bismarck, Glöß, Dresda 1891
- Bismarck nel Reichstag, Glöß, Dresda 1891
- Bismarck e Rothschild, Glöß, Dresda 1891
- Rembrandt e Bismarck, Glöß, Dresda 1891
- La caduta dell'Austria, Glöß, Dresda 1891
- Immagini politiche 1892–1901, 33 numeri, Glöß, Dresda
- Epitaffi su Bismarck, Glöß, Dresda 1892
- Bismarck e la corte, Glöß, Dresda 1892
- Pensieri, Glöß, Dresda 1892
- Bismarck e l'imperatore, Glöß, Dresda 1895
- Poesie, Glöß, Dresda 1895
- Il papa a Friedrichsruh, Glöß, Dresda 1897
- Xenien, Glöß, Dresda 1899
- Specchio degli artisti, Goethe Verlag, Dresda 1904
- Bismarck, Schuster e Löffler, Berlino 1905
- Il Cristo tedesco, Goethe Verlag, Dresda 1907
- Soldi di risparmio. Una proposta per l'esercito e il popolo, Goethe Verlag, Dresda 1909
- Come diventare felici, Goethe Verlag, Dresda 1910
- Canti dalla più piccola capanna, Goethe Verlag, Lipsia 1911
- Il cielo tedesco, Goethe Verlag, Lipsia 1912
- Canti di guerra e umorismo di guerra, Hausemann, Penig in Sassonia 1915
- Libro di preghiere di guerra tedesco, Goethe Verlag, Lipsia 1915
- L'imperatore nella trincea e altri canti di guerra, Goethe Verlag, Lipsia 1915
- Umorismo in campo!, Goethe Verlag, Lipsia 1915
- L'imperatore in campo. 50 canti di guerra, Goethe Verlag, Lipsia 1916
- 200 canti di guerra, Goethe Verlag, Lipsia 1916
- Pace di ferro, Goethe Verlag, Lipsia 1916
- Canti di guerra navale, Goethe Verlag, Lipsia 1916
- Presso l'imperatore e Hindenburg nel grande quartier generale, Remert, Dresda 1917
- Tamburi e trombe. 70 nuove poesie di guerra, Schultze, Lipsia 1918
- Pensieri di conforto per i superstiti, Goethe Verlag, Lipsia 1919
- La repubblica dei passeri, Goethe Verlag, Lipsia 1920

## Letteratura
- Rudolf Bewer: Famiglia Bewer dal Basso Reno, in: Ufficio Centrale per la Storia delle Persone e delle Famiglie Tedesche (a cura di): Contributi alla storia familiare. Volume 10. 1930, ZDB-ID 526079-6. Ufficio Centrale, Lipsia 1930, pp. 128–159.
- Thomas Gräfe: Antisemitismo nella società e nella caricatura del Reich imperiale. Le immagini politiche di Glöß 1892–1901. Books on Demand, Norderstedt 2005, ISBN 3-8334-3529-1. – Indice (PDF).
- Thomas Gräfe: Tra antisemitismo cattolico e völkisch. I libri, opuscoli e immagini di Max Bewer (1861–1921). In: Archivio Internazionale per la Storia Sociale della Letteratura Tedesca 34, n. 2. 2009, ISSN 0175-9779, pp. 121–156. – Estratto online.
- Rainer Lächle, Germanizzazione del cristianesimo – Eroicizzazione di Cristo. Arthur Bonus, Max Bewer, Julius Bode. In: Stefanie von Schnurbein (a cura di), Justus H. Ulbricht (a cura di): Religione völkisch e crisi della modernità. Proposte di sistemi di fede “autoctoni” dalla fine del secolo. Königshausen e Neumann, Würzburg 2001, ISBN 3-8260-2160-6, pp. 165–183. – Indice online (PDF).
- Barbara Suchy: Antisemitismo negli anni precedenti la Prima Guerra Mondiale, in: Jutta Bohnke-Kollwitz et al. (a cura di): Colonia e il giudaismo renano. Festschrift della Germania Judaica 1959–1984. Bachem, Colonia 1984, ISBN 3-7616-0719-9, pp. 252–285. – Indice online (PDF).
- Justus H. Ulbricht: L'editoria völkisch nel Reich imperiale. In: Uwe Puschner (a cura di), Walter Schmitz (a cura di): Manuale del “Movimento Völkisch” 1871–1918. Saur, Monaco 1999, ISBN 3-598-11421-4, pp. 277–301. – Indice online (PDF).